# Anton von Pantz
Anton Freiherr von Pantz (* 22. Oktober 1864 in Eibiswald; † 31. August 1945 in Wien, bis 1917 Anton Reichsritter von Pantz, ab 1919 Anton Pantz) war ein österreichischer Beamter, Heraldiker und Genealoge.

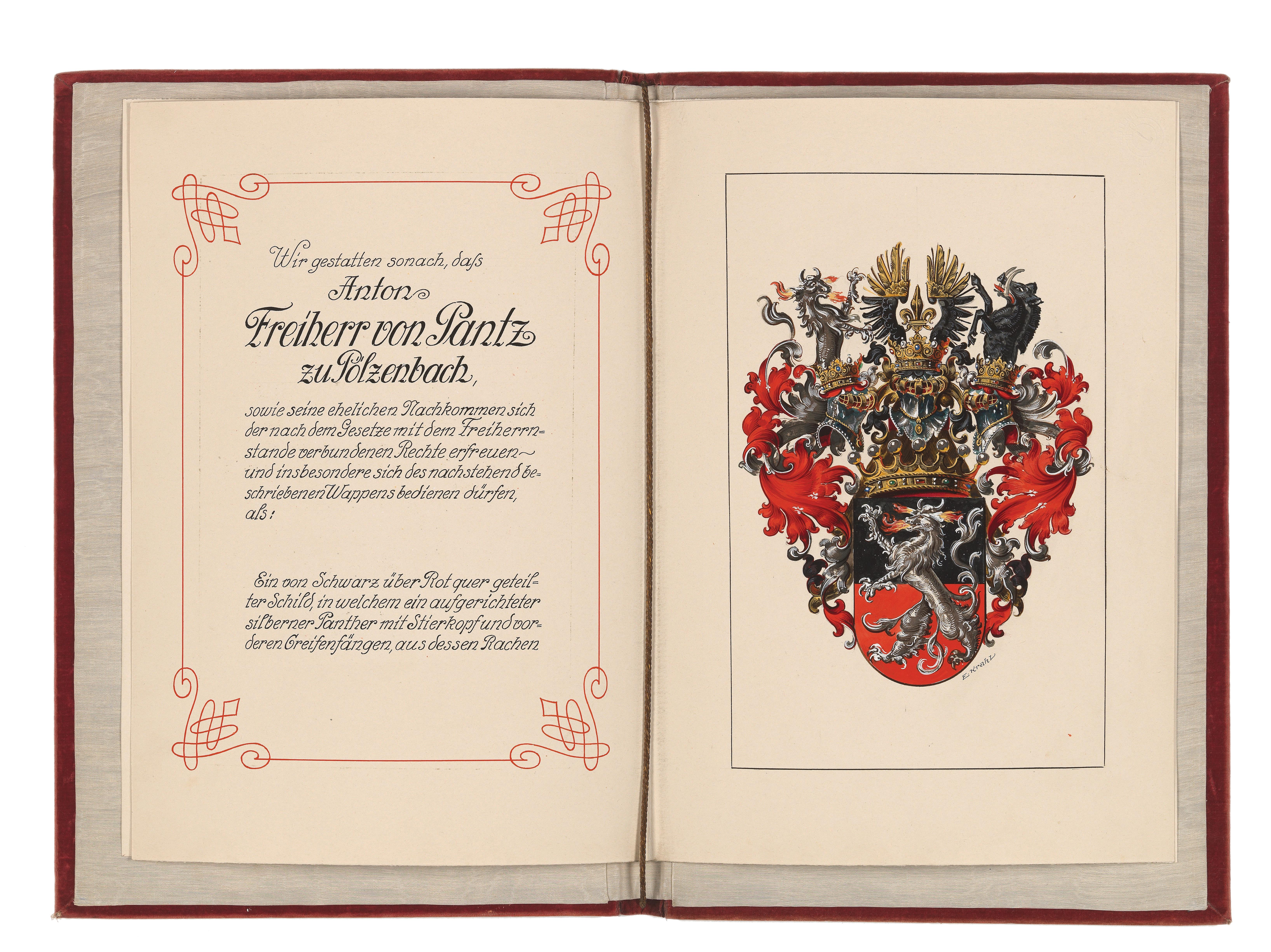
Freiherrendiplom für Anton von Pantz, 10. November 1918

## Leben
Pantz absolvierte das Theresianum in Wien und studierte Rechtswissenschaften. 1889 promovierte er an der Rechtswissenschaftlichen Fakultät der Universität Wien zum Dr. iur. Als Beamter war er zunächst in der Kärntner Landesverwaltung und ab 1897 im k.k. Ackerbauministerium tätig. 1910 wurde er in diesem Ministerium zum Sektionschef ernannt. Ab 1909 fungierte er auch als Honorardozent an der Universität für Bodenkultur. Während des Ersten Weltkriegs war Pantz besonders mit Fragen der Ernährungswirtschaft befasst. 1917 wurde er in den Freiherrenstand erhoben – für einen Beamten vor dem Ruhestand eine seltene Auszeichnung.
Nach dem Zusammenbruch der österreichisch-ungarischen Monarchie blieb Pantz im Staatsdienst, war ein enger Mitarbeiter des Landwirtschaftsministers Josef Stöckler und als dessen Nachfolger in einem möglichen Beamtenkabinett im Gespräch. Pantz beschäftigte sich schon vor dem Ersten Weltkrieg intensiv mit Fragen einer Bodenreform und war wesentlich am Zustandekommen des Wiederbesiedlungsgesetzes im Jahr 1919 beteiligt.
1922 trat er in den Ruhestand und war anschließend bis 1927 (als Vorgänger von Engelbert Dollfuß) Direktor der Niederösterreichischen Landwirtschaftskammer und bis 1938 Obmann der Versicherungsanstalt für Angestellte in der Land- und Forstwirtschaft.
Neben seiner Tätigkeit im öffentlichen Dienst beschäftigte sich Pantz mit Fragen der Genealogie und der Heraldik, besonders in seiner steirischen Heimat und publizierte diesbezüglich einige Arbeiten. Von 1925 bis 1938 war er Präsident der Heraldisch-Genealogischen Gesellschaft Adler.
Sein Nachlass befindet sich im Steiermärkischen Landesarchiv.
Pantz' jüngerer Bruder war der Politiker Ferdinand von Pantz.

## Werke (Auswahl)
- Die Innerberger Hauptgewerkschaft 1625–1783. Verlag Styria, Graz 1906.
- Die Gewerken im Bannkreise des Steirischen Erzberges. Verlag der Historisch-Genealogischen Gesellschaft Adler, Wien 1918.